# Sagittiferidae
Famille
Les Sagittiferidae sont une famille de l'embranchement des Acoela.

## Systématique
Pour le WoRMS et l'ITIS, ce taxon est invalide et lui préfèrent 
Convolutidae Graff, 1905.

## Liste des sous-familles et genres
- sous-famille Sagittiferinae Kostenko & Mamkaev, 1990
  - genre Antrosagittifera Hooge & Tyler, 2001
  - genre Sagittifera Kostenko & Mamkaev, 1990
  - genreSymsagittifera Kostenko & Mamkaev, 1990
- sous-famille Convolutrilobinae Geschwentner, Ladurner, Salvenmoser, Rieger & Tyler, 1999
  - genre Convolutriloba Hendelberg & Akesson, 1988

## Publication originale
- Kostenko & Mamkaev, 1990 : « The position of "green convoluts" in the system of acoel turbellarians (Turbellaria, Acoela). 1. Simsagittifera gen. n. 2. Sagittiferidae fam. n. ». Zoologicheskij Zhurnal, vol. 69, n. 6, pp. 11-21 & 69-7 pp. 5-16.